# Myospila rufomarginata
Myospila rufomarginata är en tvåvingeart som först beskrevs av Malloch 1925.  Myospila rufomarginata ingår i släktet Myospila och familjen husflugor. Inga underarter finns listade i Catalogue of Life.